# Estação Aghios Antonios
Aghios Antonios é uma estação da Linha 2 do metro de Atenas.